# Jovana Rapport
Jovana Rapport (de soltera Vojinović, en cirílico serbio: Јована Војиновић) (Trstenik, RS de Serbia; 18 de febrero de 1992) es una ajedrecista serbia que actualmente compite bajo la nacionalidad húngara. Ostenta que ostenta los títulos de Maestra Internacional y Gran Maestra Femenina por la Federación Internacional de Ajedrez.

## Carrera
Participó en los Campeonatos Europeos Juveniles de Ajedrez y en los Campeonatos Mundiales Juveniles de Ajedrez en varias categorías de edad. Su mejor resultado fue un tercer puesto en 2002 en Heraclión, en los Campeonatos Mundiales Juveniles en la categoría femenina Sub-10. Cuando no entró en el equipo serbio en 2006, decidió cambiar su lealtad a Montenegro, representando a este país en los Campeonatos Europeos Femeninos (2007-2009), ganando medallas de plata (2008) y bronce (2007) por equipos, además de dos medallas de oro (2008, 2009) y una de plata (2007) en la categoría individual.
Ganó el Campeonato Mediterráneo Femenino de Ajedrez de 2009 en Antalya. En 2011, en Pančevo, ganó el torneo internacional femenino de ajedrez.
En el Campeonato de Ajedrez Femenino de Montenegro, ha ganado cuatro medallas: dos de oro (2009, 2010), una de plata (2008) y una de bronce (2007). A principios de 2013, volvió a cambiar su federación nacional a su Serbia natal. En 2014, ganó el Campeonato de Ajedrez de Serbia para mujeres.
Jovana Rapport jugó para Montenegro y Serbia en las Olimpiada de Ajedrez Femenino:
- En 2008, en el primer tablero de la 38.ª Olimpiada de Ajedrez (femenina) en Dresde (+6, =3, -2).
- En 2010, en el primer tablero de la 39.ª Olimpiada de Ajedrez (femenina) en Khanty-Mansiysk (+6, =2, -3).
- En 2012, en el primer tablero de la 40.ª Olimpiada de Ajedrez (femenina) en Estambul (+5, =6, -0).
- En 2014, en el segundo tablero de la 41.ª Olimpiada de Ajedrez (femenina) en Tromsø (+5, =1, -4).
- En 2016, en el primer tablero de la 42.ª Olimpiada de Ajedrez (femenina) en Bakú (+5, =2, -3).[9]

Jugó para Montenegro y Serbia en los Campeonato Europeo de Ajedrez por Equipos:
- En 2007, en el segundo tablero del 7.º Campeonato Europeo de Ajedrez por Equipos (femenino) en Heraclión (+1, =3, -4),
- En 2009, en el primer tablero del 8.º Campeonato Europeo de Ajedrez por Equipos (mujeres) en Novi Sad (+3, =3, -3),
- En 2011, en el primer tablero del 9.º Campeonato Europeo de Ajedrez por Equipos (mujeres) en Porto Carras (+4, =3, -2),
- En 2013, en el tercer tablero del 10.º Campeonato Europeo de Ajedrez por Equipos (mujeres) en Varsovia (+3, =1, -4),
- En 2015, en el segundo tablero del 11.º Campeonato Europeo de Ajedrez por Equipos (mujeres) en Reikiavik, donde ganó la medalla de oro individual (+5, =3, -0).

En 2008, la FIDE le concedió el título de Maestra Internacional Femenina (WIM) y al año siguiente recibió el título de Gran Maestra Femenina (WGM). Fue la primera mujer en representar a Montenegro en recibir este último título. Rapport alcanzó las normas requeridas para el título de Maestra Internacional (IM) a finales de noviembre de 2015, pero aún no ha alcanzado la puntuación mínima (2400) para el título.

## Vida personal
Se casó con el gran maestro de ajedrez húngaro Richárd Rapport en 2016 y viven en Belgrado (Serbia). En septiembre de 2022, los Rapport decidieron cambiar su federación a Rumania. En julio de 2024 volvieron a cambiar a Hungría.